# Vlokia montana
Vlokia montana är en isörtsväxtart som beskrevs av Klak. Vlokia montana ingår i släktet Vlokia och familjen isörtsväxter. Inga underarter finns listade i Catalogue of Life.